# 喬治·格林 (足球運動員)
喬治·格林（英語：George Green；1996年1月2日—）是一位英格蘭足球運動員。在場上的位置是中場。他現在效力於英格蘭足球議會全國聯賽球隊燦美爾流浪足球會。他出身自埃弗頓的青訓系統。

## 外部連結
足球数据库：喬治·格林的球员统计数据